# Zocueca
Zocueca es una localidad española del municipio de Guarromán, perteneciente a la provincia de Jaén, en la comunidad autónoma de Andalucía.

## Toponimia
El lugar puede aparecer referido con los topónimos Rumblar y Zocueca.

## Geografía
Se encuentra ubicada junto al curso del río Rumblar.

## Historia
Hacia mediados del siglo XIX, el lugar, ya por entonces perteneciente a Guarromán, tenía contabilizadas 12 casas. Hacia 1881 tendría 21 casas. La localidad aparece descrita en el decimotercer volumen del Diccionario geográfico-estadístico-histórico de España y sus posesiones de Ultramar de Pascual Madoz de la siguiente manera:

RUMBLAR: ald. con alc. ped. en la prov. y dióc. de Jaén (7 leg.), part. jud de La Carolina (3), aud. terr. y c. g. de Granada (20), dependiente en lo civil de la v. de Guarroman (3): está sit. en una altura á la inmediacion del r. de su nombre, en clima cálido, propenso á calenturas intermitentes. Compónese de 12 casas, y una igl. aneja de la parr. de Guarroman. Confina por N. con el de Baños; E. Bailen; S. el de Villanueva de la Reina y O. el de Andújar; bañan el térm. el r. denominado Royo de San Vicente y el Rumblar, al cual se incorpora el anterior en las inmediaciones de la pobl.; le cruza un puente de tres ojos sobre el que pasa la carretera que va de Madrid á Cádiz. El terreno es de buena calidad, con algunos huertos de regadío, y plantado en parte de olivar y viñedo. caminos: la indicada carretera en buen estado, y otros locales: la correspondencia se recibe de la adm. de Bailen. prod.: cereales, vino, aceite, hortalizas y frutas; cria ganado lanar y vacuno; caza de conejos y perdices. ind.: dos molinos harineros. pobl., riqueza y contr.: van incluidos con Guarroman.
(Madoz, 1849, p. 596)

En 2022, la entidad singular de población tenía empadronados 63 habitantes y el núcleo de población 16 habitantes.